# كأس اليونان 1969–70
كأس اليونان 1969–70 (باليونانية: Κύπελλο Ελλάδος ποδοσφαίρου ανδρών 1969-70)‏ هو الموسم 28 من كأس اليونان. أشرف على تنظيمه الاتحاد الإغريقي لكرة القدم، وفاز فيه أريس تسالونيكي.